# Anshan (Liaoning)
|  | No s'ha de confondre amb l'antiga ciutat persa d'Anshan, ni amb la ciutat coreana d'Ansan. |

Anshan (xinès: 鞍山; pinyin: Ānshān; lit. 'muntanya de cadira') és una ciutat a nivell de prefectura a la província de Liaoning, a la República Popular de la Xina, a uns 92 quilòmetres al sud de la capital provincial Shenyang. Segons el cens de 2020, era la tercera ciutat més poblada de Liaoning amb una població de 3.325.372 persones, en una àrea d'uns 9.270 km² que abasta 133 km d'est a oest. La seva àrea urbanitzada abasta els 4 districtes urbans d'Anshan (1.543.696 habitants), 4 dels 5 districtes urbans de Liaoyang (796.962 habitants, Gongchangling encara no conurbat) i el comtat de Liaoyang en gran part conurbat, tenia 2.712.789 milions d'habitants el 2020.
Anshan té un terç del subministrament mundial de talc i una quarta part de les reserves mundials de magnesita. Anshan també va produir la pedra de jade més gran de la història, ara una atracció turística local tallada com una estàtua de Buda. Anshan acull l'Anshan Iron and Steel Group, un dels majors productors d'acer de la Xina.

## Ciutats agermanades
- Amagasaki (Japó)
- Bursa (Turquia)
- Ansan (Corea del Sud)
- Sheffield (Regne Unit)